# Alveolinen
Als Alveolinen werden in der Paläontologie eine Gruppe von fossilen Großforaminiferen bezeichnet, die der Gattung Alveolina angehören. Sie treten in bestimmten paläogenen Sedimenten als Gesteinsbildner auf. Der Begriff wird manchmal auch in einem breiteren Sinn gebraucht und bezieht sich dann auf sämtliche Gattungen der Familie Alveolinidae.

## Systematik
Innerhalb der Systematik der Foraminiferen gehört die Gattung zur Familie Alveolinidae, Überfamilie Alveolinaceae, Ordnung Miliolida. Für die Familie Alveolinidae wird eine polyphyletische Herkunft diskutiert, was mit einer Lücke im zeitlichen Auftreten der ihr zugerechneten Gattungen zwischen der jüngeren Oberkreide (oberes Maastrichtium) und dem Paläozän begründet wird.

## Verbreitung
Die Gattung Alveolina ist auf das Paläogen beschränkt, wobei erste Vertreter im Paläozän auftauchen, die Hauptverbreitung jedoch im unteren bis mittleren Eozän liegt. Ab dem Miozän findet man die (auch noch rezent belegte) Gattung Alveolinella; die Gattung Praelveolina ist älter und auf die Oberkreide beschränkt. Geographisch sind die Alveolinen im Bereich des ehemaligen Tethys-Ozeans zu finden, wo sie wichtige Leitfossilien bilden. Dabei stellen die Fundorte in Zentraleuropa das nordwestliche Randgebiet ihres Auftretens dar, was sich unter anderem in der vergleichsweisen Artenarmut der Alveolinenfaunen des Pariser Beckens bzw. des alpinen Helvetikums niederschlägt, während in gleichaltrigen Schichten des südöstlichen Mittelmeerraums und des mittleren Ostens viel mehr Arten auftreten.

## Morphologie
Die Gehäuse der Alveolinen werden als spindel-, zigarren- oder zeppelinförmig beschrieben und können eine Längenausdehnung von bis zu zehn Zentimetern erreichen. Die Embryonalkammer befindet sich im Zentrum dieses Zylinders; die Windung des Gehäuses verläuft um seine Längsachse (wie ein Blatt Papier um einen Bleistift). Die Gehäusekammern werden durch in Windungsrichtung verlaufende Trennwände (Septula) weiter unterteilt, deren Position für die Bestimmung der Gattung relevant ist: Bei Alveolina stehen die Septula zweier benachbarter Kammern „auf Lücke“, während bei allen anderen Gattungen der Familie Alveolinidae die Septula „auf Stoß“ stehen (im tangentialen Schnitt des Gehäuses unterscheidbar). Die Gehäusewände bestehen aus Hochmagnesium-Calcit, sind imperforat und durch den sekundären Aufbau einer dicken Basalschicht, die schließlich einen Großteil des Kammerhohlraums ausfüllen kann, sehr massiv. Wie bei vielen Foraminiferen findet ein Generationswechsel statt, der sich in einen Dimorphismus der Gehäuse niederschlägt: Solchen mit mikrosphärischer (kleiner) und mit megalosphärischer (großer) Embryonalkammer.

## Fundorte
Alveolinen sind in Deutschland als Fossilien praktisch ausschließlich in eozänen Gesteinen des Helvetikums am Nordrand der Alpen zu finden. Hier sind sie – im Gegensatz zu den übrigen Großforaminiferen des Eozäns (Nummuliten, Assilinen, Discocyclinen) – vergleichsweise selten und auf einzelne Schichtglieder beschränkt. Als Grund für diese geringe Verbreitung wurden ökologische Ansprüche der Alveolinen angeführt.